# Problème de santé publique
Un problème de santé publique (ou problème collectif de santé) se définit, pour un groupe de personnes ou une population, comme la différence critique entre l'état de santé réel, mesuré par des indicateurs et l'état de santé recommandé par des normes.
Baumann et Gao précisent la définition comme suit : « Écart entre un état de santé physique, mental, social constaté, observé, exprimé et un état de santé considéré comme souhaitable, attendu, défini par des références médicales élaborées par des experts, le législateur, etc. ou des normes sociales élaborées par des équipes, la société, etc.. »
Un problème de santé publique est donc à distinguer d'un déterminant de santé qui est un facteur qui influence l’état de santé d'une population soit isolément, soit en association avec d’autres facteurs. Ainsi un logement insalubre peut être un des déterminants du saturnisme qui est un problème de santé publique.